# JTAG
JTAG (сокращение от англ. Joint Test Action Group; произносится «джей-та́г») — название рабочей группы по разработке стандарта IEEE 1149. Позднее это сокращение стало прочно ассоциироваться с разработанным этой группой специализированным аппаратным интерфейсом на базе стандарта IEEE 1149.1. Официальное название стандарта Standard Test Access Port and Boundary-Scan Architecture. Интерфейс предназначен для подключения сложных цифровых микросхем или устройств уровня печатной платы к стандартной аппаратуре тестирования и отладки.
На текущий момент интерфейс стал промышленным стандартом. Практически все сколько-нибудь сложные цифровые микросхемы оснащаются этим интерфейсом для:
- выходного контроля микросхем при производстве
- тестирования собранных печатных плат
- прошивки микросхем с памятью
- отладочных работ при проектировании аппаратуры и программного обеспечения

Метод тестирования, реализованный в стандарте, получил название Boundary Scan (граничное сканирование). Название отражает первоначальную идею процесса: в микросхеме выделяются функциональные блоки, входы которых можно отсоединить от остальной схемы, подать заданные комбинации сигналов и оценить состояние выходов каждого блока. Весь процесс производится специальными командами по интерфейсу JTAG, при этом никакого физического вмешательства не требуется. Разработан стандартный язык управления данным процессом — Boundary Scan Description Language (BSDL).
Стандарт предусматривает возможность подключения большого количества устройств (микросхем) через один физический порт (разъем).
Порт тестирования (TAP — Test Access Port) представляет собой четыре или пять выделенных выводов микросхемы: ТСК, TMS, TDI, TDO и (опционально) TRST.

JTAG-порт микросхемы и ячейки периферийного сканирования.

Функциональное назначение этих линий:
- TDI (test data input — «вход тестовых данных») — вход последовательных данных периферийного сканирования. Команды и данные вводятся в микросхему с этого вывода по переднему фронту сигнала TCK;
- TDO (test data output — «выход тестовых данных») — выход последовательных данных. Команды и данные выводятся из микросхемы с этого вывода по заднему фронту сигнала TCK;
- TCK (test clock — «тестовое тактирование») — тактирует работу встроенного автомата управления периферийным сканированием;
- TMS (test mode select — «выбор режима тестирования») — обеспечивает переход схемы в/из режима тестирования и переключение между разными режимами тестирования.
- В некоторых случаях к перечисленным сигналам добавляется сигнал TRST для инициализации порта тестирования, что необязательно, так как инициализация возможна путём подачи определённой последовательности сигналов на вход TMS.

Работа средств обеспечения интерфейса JTAG подчиняется сигналам автомата управления, встроенного в микросхему. Состояния автомата определяются сигналами TDI и TMS порта тестирования. Определённое сочетание сигналов TMS и TCK обеспечивает ввод команды для автомата и её исполнение.
Если на плате установлено несколько устройств, поддерживающих JTAG, они могут быть объединены в общую цепочку. Уникальной особенностью JTAG является возможность программирования не только самого микроконтроллера (или ПЛИС), но и подключённой к его выводам микросхемы флэш-памяти. Причём существует два способа программирования флэш-памяти с использованием JTAG: через загрузчик с последующим обменом данными через память процессора, либо через прямое управление выводами микросхемы.